# تيري فينتر أوينز
تيري فينتر أوينز (بالإنجليزية: Terry Winter Owens)‏ هي معلمة موسيقى وملحنة وعازفة بيانو أمريكية، ولدت في 1941 في نيويورك في الولايات المتحدة، وتوفيت في 31 يوليو 2007.